# Districte de Pomoravlje
El Districte de Pomoravlje (en serbi: Pomoravski okrug, Поморавски округ) és un dels 18 ókrug o districtes en què està dividida la Sèrbia central, la regió històrica de Sèrbia. Té una extensió de 2.614 km², i segons el cens del 2011, una població de 214.536 habitants. La seva capital administrativa és la ciutat de Jagodina. La componen els municipis de: Jagodina, Ćuprija, Paraćin, Svilajnac, Despotovac i Rekovac.

## Composició ètnica
Segons el cens del 2011, la composició ètnica del districte és la següent
- Serbis: 203.419 hab (94,82%)
- Gitanos: 2.638 hab (1,23%)
- Valacs: 1.938 hab (0,90%)
- Altres

## Cultura i història
Al districte hi trobem el Monestir de Jošanica, construït a finals del segle xvii, durant el regnat del dèspota Đurađ Branković, i es considera un dels edificis medievals més importants de la regió.
Prop de Ćuprija s'hi troba el Monestir de Ravanica, amb l'església de l'assumpció, donació del Príncep Lazar, construït entre 1375 i 1377. Després de la mort del príncep a la batalla de Kosovo, les seves relíquies sagrades van ser salvaguardades al monestir fins al 1690, quan va patir diversos desplaçaments per retornar finalment al seu lloc original.
Al districte també s'hi troba el monestir de Manasija, a les proximitats de Despotovac. Va ser una donació del Dèspota Stefan Lazarević i es va construir entre 1407 i 1418. Al llarg del segle xv, la famosa escola de Resava va treballar al monestir, duent a terme diversos projectes de còpia de llibres i textos antics, i l'escriptura de nous llibres. Konstantin el filòsof, autor de l'"Hagiografia del Dèspota Stefan" i del "Llibre de les lletres", que regulava llavors l'ortografia del serbi, va dur a terme la seva feina creativa al monestir.